# Calycomyza eupatorivora
Calycomyza eupatorivora este o specie de muște din genul Calycomyza, familia Agromyzidae, descrisă de Spencer în anul 1973.
Este endemică în Jamaica. Conform Catalogue of Life specia Calycomyza eupatorivora nu are subspecii cunoscute.